# Милан Степишник
Милан Степишник (Љубљана, 11. новембар 1910 — Кочевје, 18. новембар 1950) био је словеначки хемијски инжењер и југословенски атлетски репрезентативац. Такмичио се у Бацању кладива. Био је члан Атлетског клуба Илирија из Љубљане.

## Резултати
Степишник је био првак Југославије два пута: 1935. (45,58 м.) и 1937. (45,58 м.)
Учествовао је на Летњим олимпијским играма 1936. у Берлину. У својој дисциплини бацању кладива у квалификацијама није успео пребацити квалификациону норму за финале.
Најбоље резултате постигао је на Балканским играма где је победио три пута:1934. (48,99), 1939. (49,55), 1940. (54,42)
Лични рекорд 54,64 постигао је 1940. године.
Током Другог светског рата био је затворен у концентрационом логору Дахау. Био је један од оптужених у Дил-Освалд процесу (сарадња са гестапоом), па је пред Војним судом у Љубљани осуђен на смрт стрељањем.